# Papilio indra
Papilio indra là một loài bướm thuộc họ Bướm phượng (Papilionidae). 
Loài Papilio indra được mô tả năm 1866 bởi Reakirt. Loài bướm Papilio indra sinh sống ở .

## Hình ảnh

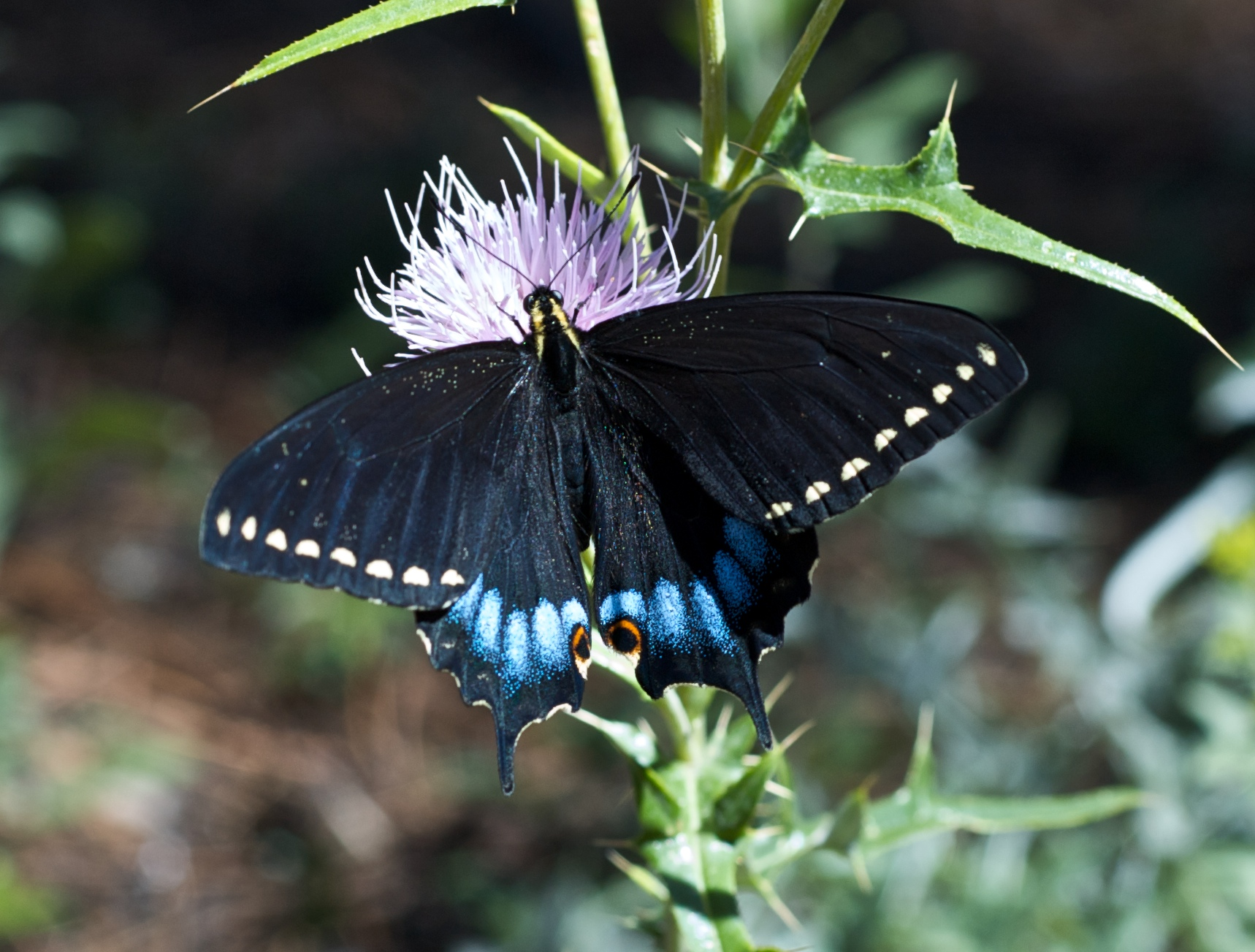